# Dominick Reyes
Dominick Reyes (Hesperia, 26 de dezembro de 1989) é um lutador de artes marciais mistas estadunidense. Ele compete na divisão peso-meio-pesado e, atualmente, possui contrato com o Ultimate Fighting Championship.

## Antecedentes
Reyes nasceu em Hesperia, Califórnia, Estados Unidos. Reyes sempre foi um atleta: tem histórico no wrestling e jogava futebol quando era jovem — sonhava em jogar na NFL. Depois de se formar no ensino médio, ele se mudou para Nova York para estudar na Universidade Stony Brook, onde obteve seu bacharelato em Sistemas de Informação. Enquanto isso, era volta defensivo no time Seawolves, tornando-se capitão. Ele fez duas vezes a equipe de All-Conference. Reyes participou da NFL Draft Combine, onde três dos times da NFL, Washington Redskins, Los Angeles Chargers e Oakland Raiders, expressaram interesse nele; no entanto, ele não ingressou em nenhum deles.
Depois de não ser convocado, voltou para casa, na Califórnia, e concentrou sua energia para focar no treinamento de MMA, na academia de seu irmão, Combat Cage Academy, e logo começou a competir em lutas amadoras de MMA.
Ele trabalha num setor de suporte técnico de TI para o ensino médio, e luta profissionalmente sob contrato do UFC.
| “ | Se eu treinar duro e fizer o que tenho que fazer para me preparar para uma luta que está por vir, eu estarei em posição de vitória. Com o futebol, você pode fazer tudo certo, e por causa da variedade de fatores envolvidos em um jogo o resultado pode não ir a seu favor. Com o MMA, sinto que tenho um controle maior do meu destino. | ” |

## Carreira no MMA

### Início de carreira
Antes de assinar com o UFC, Reyes acumulou um cartel amador de 5-0, e foi duas vezes campeão do U of MMA durante sua carreira amadora.
Reyes também acumulou um cartel profissional de 6-0, incluindo uma vitória que se tornou viral na internet, contra Jordan Powell, que parecia estar se exibindo, até ser nocauteado com um chute.

### Ultimate Fighting Championship
Reyes fez sua estreia no UFC em 25 de junho de 2017, contra Joachim Christensen, no UFC Fight Night 112. Ele venceu a luta por nocaute técnico no primeiro minuto da luta, e ganhou o bônus de Performance da Noite.
Reyes enfrentou Jeremy Kimball, em 2 de dezembro de 2017, no UFC 218. Reyes venceu a luta por finalização no primeiro round.
Reyes enfrentou Jared Cannonier, em 19 de maio de 2018, no UFC Fight Night: Maia vs. Usman. Ele venceu a luta por TKO no primeiro round.
Reyes enfrentou Ovince St. Preux, em 6 de outubro de 2018, no UFC 229: Khabib vs. McGregor. Ele venceu a luta por decisão unânime.
Reyes enfrentou Volkan Oezdemir em 16 de março de 2019 no UFC Fight Night: Till vs. Masvidal. Ele venceu por decisão dividida.
Ele fez sua volta ao octógono em 18 de Outubro de 2019 no UFC on ESPN: Reyes vs. Weidman contra o ex campeão peso médio do UFC Chris Weidman. Reyes nocauteou Weidman em 1:43 do primeiro round. Esta vitória lhe rendeu o bônus de performance da noite.
A vitória contra Chris Weidman credenciou a Reyes a oportunidade de lutar pelo cinturão do UFC contra o campeão Jon Jones. Em 8 de março de 2020, Reyes enfrentou Jon Jones pelo Cinturão Meio Pesado do UFC no UFC 247: Jones vs. Reyes. Após 5 rounds muito disputados, Jon Jones foi declarado vencedor em uma controversa decisão unânime. (48-47, 48-47 e 48-47)

## Vida pessoal
O apelido de Reyes (Devastator) é atribuído aos seus chutes devastadores, que ele possui como arma no MMA. Ele é torcedor dos Los Angeles Lakers e Los Angeles Dodgers, e gosta de coisas como snowboard, wakeboard, andar de bicicleta e assistir a documentários na TV.

## Títulos e conquistas
- Ultimate Fighting Championship
  - Performance da Noite (Duas vezes) vs. Joachim Christensen e Chris Weidman
  - Luta da Noite (Uma Vez) vs. Jiří Procházka

## Cartel no MMA
| Cartel no MMA   |             |            |
| 15 lutas        | 12 vitórias | 3 derrotas |
| Por nocaute     | 7           | 2          |
| Por finalização | 2           | 0          |
| Por decisão     | 3           | 1          |

| Res.    | Cartel | Oponente            | Método                      | Evento                                | Data       | Round | Tempo | Local                     | Notas                                      |
| ------- | ------ | ------------------- | --------------------------- | ------------------------------------- | ---------- | ----- | ----- | ------------------------- | ------------------------------------------ |
| Derrota | 12-4   | Ryan Spann          | Nocaute (soco)              | UFC 281: Adesanya vs. Pereira         | 12/11/2022 | 1     | 1:20  | Nova Iorque, Nova Iorque  |                                            |
| Derrota | 12-3   | Jiří Procházka      | Nocaute (cotovelada rodada) | UFC on ESPN: Reyes vs. Procházka      | 01/05/2021 | 2     | 4:29  | Las Vegas, Nevada         | Luta da Noite.                             |
| Derrota | 12-2   | Jan Blachowicz      | Nocaute Técnico (socos)     | UFC 253: Adesanya vs. Costa           | 26/09/2020 | 2     | 4:36  | Abu Dhabi                 | Pelo Cinturão Meio Pesado Vago do UFC.     |
| Derrota | 12-1   | Jon Jones           | Decisão (unânime)           | UFC 247: Jones vs. Reyes              | 08/02/2020 | 5     | 5:00  | Houston, Texas            | Pelo Cinturão Meio Pesado do UFC.          |
| Vitória | 12-0   | Chris Weidman       | Nocaute (socos)             | UFC on ESPN: Reyes vs. Weidman        | 18/10/2019 | 1     | 1:43  | Boston, Massachusetts     | Performance da Noite.                      |
| Vitória | 11-0   | Volkan Oezdemir     | Decisão (dividida)          | UFC Fight Night: Till vs. Masvidal    | 16/03/2019 | 3     | 5:00  | Londres                   |                                            |
| Vitória | 10-0   | Ovince St. Preux    | Decisão (unânime)           | UFC 229: Khabib vs. McGregor          | 06/10/2018 | 3     | 5:00  | Las Vegas, Nevada         |                                            |
| Vitória | 9-0    | Jared Cannonier     | Nocaute Técnico (socos)     | UFC Fight Night: Maia vs. Usman       | 19/05/2018 | 1     | 2:55  | Santiago                  |                                            |
| Vitória | 8-0    | Jeremy Kimball      | Finalização (mata leão)     | UFC 218: Holloway vs. Aldo II         | 02/12/2017 | 1     | 3:39  | Detroit, Michigan         |                                            |
| Vitória | 7-0    | Joachim Christensen | Nocaute Técnico (socos)     | UFC Fight Night: Chiesa vs. Lee       | 25/06/2017 | 1     | 0:29  | Oklahoma City, Oklahoma   | Estreia no UFC; Performance da Noite.      |
| Vitória | 6-0    | Jordan Powell       | Nocaute (chute na cabeça)   | LFA 13                                | 02/06/2017 | 1     | 0:53  | Burbank, Califórnia       |                                            |
| Vitória | 5-0    | Marcus Govan        | Nocaute (chute na cabeça)   | Hoosier Fight Club 32                 | 11/02/2017 | 1     | 0:27  | Michigan City, Indiana    |                                            |
| Vitória | 4-0    | Tyler Smith         | Nocaute Técnico (socos)     | King of the Cage: Martial Law         | 18/09/2016 | 1     | 1:35  | Ontario, Califórnia       |                                            |
| Vitória | 3-0    | Kelly Gray          | Decisão (unânime)           | King of the Cage: Sinister Intentions | 17/10/2015 | 3     | 5:00  | Las Vegas, Nevada         |                                            |
| Vitória | 2-0    | Jessie Glass        | Finalização (guilhotina)    | Gladiator Challenge: Carnage          | 03/04/2015 | 1     | 0:55  | Rancho Mirage, Califórnia |                                            |
| Vitória | 1-0    | Jose Rivas Jr.      | Nocaute Técnico (socos)     | King of the Cage: Fisticuffs          | 04/12/2014 | 1     | 3:23  | Highland, Califórnia      | Estreia no MMA. Estreia nos Meios Pesados. |